# 11 Lyncis
11 Lyncis är en vit huvudseriestjärna i stjärnbilden Lodjuret. Stjärnan har visuell magnitud +5,89 och är synlig för blotta ögat enbart vid mycket god seeing.